# Sale (Piemont)
Sale (piemontesisch Sal oder Sale) ist eine Gemeinde in der italienischen Provinz Alessandria (AL), Region Piemont.

## Lage und Einwohner
Die Gemeinde Sale liegt 21 km nordöstlich von der Provinzhauptstadt Alessandria entfernt auf einer Höhe von 83 m über dem Meeresspiegel am Zusammenfluss des Tanaro mit dem Po. Das Gemeindegebiet umfasst eine Fläche von 44,72 km² und hat 3842 (Stand 31. Dezember 2023) Einwohner.
Die Nachbargemeinden sind Alessandria, Alluvioni Cambiò, Castelnuovo Scrivia, Guazzora, Isola Sant’Antonio, Piovera und Tortona.

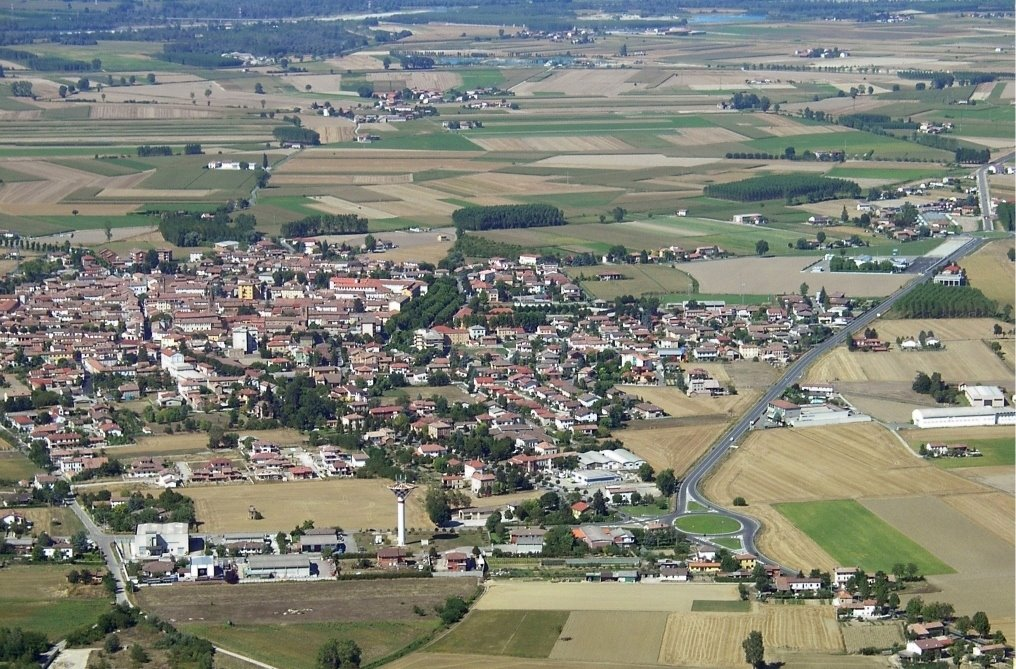
Panorama

## Geschichte

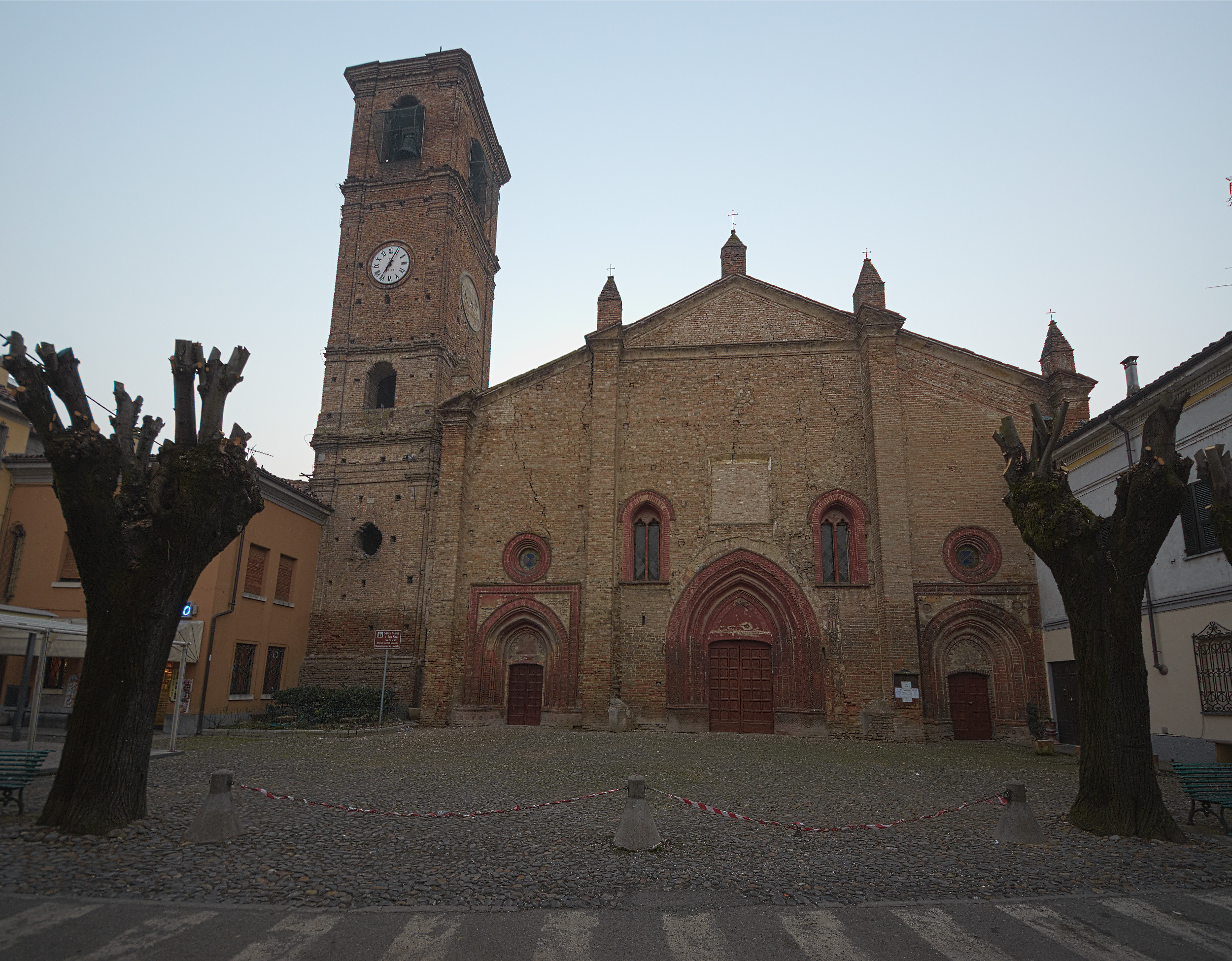
Kirche Santi Maria und San Siro

In den ältesten Karten, ab 951, erscheint der Ortsname immer im Singular in Formen wie „Cortes Et Salle“, „De Loco Sale“ oder einfach „Sala“. Erst später werden Bezeugungen im Plural erfasst. „In Loco Salis“, „In Territorio Salarum“, „In Loco Salarum“, „De Salis“. Der Begriff lombardischen Ursprungs bedeutet „Siedlung, Halt“, eine Interpretation, die durch die Tatsache bestätigt wird, dass es vor Ort germanische Siedlungen gab. 
Die Siedlung wurde im Mittelalter erbaut und 489 von den Goten des Theoderich belagert, nachdem sie sich in Pavia niedergelassen hatten. Die lokalen Stämme, drei verschiedene Völker, wurden dann der neuen Regierung unterworfen und ihre Territorien als „die drei Räume“ definiert, was in der gotischen Sprache gleichbedeutend mit „Siedlungsort“ oder „Wohnort“ ist. Auch die Goten errichteten dort eine eigene Burg, die inzwischen zerstört wurde. Zwischen dem 6. und 10. Jahrhundert wurden die drei „Säle“ in das Innere der befestigten Anlage verlegt, zu der im Laufe der Zeit auch die ursprünglich außerhalb liegenden Kirchen gehörten. Mit diesen territorialen Veränderungen entstand auch die Gemeinde, deren Regierung abwechselnd von den drei dort lebenden Völkern ausgeübt wurde. Anschließend wurde es in die Kämpfe zwischen den verschiedenen Gemeinden verwickelt. Federico Barbarossa ließ sich dort nieder, um das nahegelegene Tortona zu belagern, wobei er auch lokale Truppen einsetzte. Zu Beginn des 15. Jahrhunderts wurde es von den Visconti, später vom Grafen von Carmagnola, von den Sforzas, von den Spaniern, von den Österreichern und schließlich, nach dem Frieden von Aachen, von den Savoyern erobert.

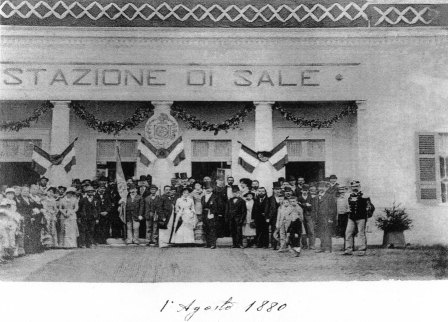
Die Tramstation Sale 1880

Zwischen 1880 und 1933 war Sale die Endstation zweier Straßenbahnlinien. Die 23,9 km lange Linie nach Alessandria, die 1880 eröffnet wurde und die 12,4 km lange Linie nach Tortona, die im Jahr 1882 eröffnet wurde.

## Sehenswürdigkeiten
Zu den monumentalen Wahrzeichen von größtem Interesse zählen die drei Hauptkirchen, die zusammen an die drei ursprünglichen Gemeinden erinnern. Die bedeutendste ist die Pfarrkirche Santi Maria e Siro, ein Nationaldenkmal im gotischen und romanischen Stil, bestehend aus drei Schiffen und fünf Jochen. Die Fassade wurde noch einmal im 18. Jahrhundert verändert, die Fresken im Innenraum stammen von lombardischen Künstlern des 15. Jahrhunderts. 
Auch die Kirche San Giovanni Battista und die Pfarrkirche San Calogero, an deren Stelle die gotische Burg errichtet worden sein muss, gehören zu den bemerkenswerten Bauten.

## Persönlichkeiten
- Anna Maria Brizio (* 29. September 1902 in Sale; † 1. August 1982 in Rapallo) war eine italienische Kunsthistorikerin, Kunstkritikerin und Professorin.
- Lina Tartara Minora (* 7. Juli 1892, in Sale; † 17. Februar 1968, in Rom,) war eine italienische Schauspielerin[3]